# Wagdi jezik
Wagdi (ISO 639-3: wbr; wagadi, vagdi, vagadi, vagari, vageri, vaged, vagi, wagari, waghari, wagri, wagholi, mina bhil, bhili, bhilodi), indoarijski jezik uže bhilske skupine jezika kojime se služe pripadnici bhilskog naroda Wagdi iz istočnog i sjeveroistočnog Gudžarata, južnog Radžastana i drugdje u Indiji. 
Jezik ima nekoliko dijalekata kherwara, sagwara i adivasi wagdi, te 1 621 000 govornika (1997); 1 710 000 (2000).

## Vanjske poveznice
- Ethnologue (14th)